# Den Helder Suns in het seizoen 2018-19
Het seizoen 2018–19 van Den Helder Suns is het 2e seizoen van de club nadat er in 2016 opnieuw een initiatief kwam voor profbasketbal in Den Helder, 3 jaar nadat de Den Helder Kings failliet waren gegaan. 

## Team
Het seizoen 2018/19 is voor Coach Peter van Noord zijn 2e seizoen bij de club. Voor assistent-coach Tristan van Santen was het zijn eerste seizoen. Van de selectie uit het seizoen 2017–18 keerden de Nederlanders Nick Thran, Ole Hoogsteden, Tom Koopman, Niels van Veen, Boyd van der Vuurst de Vries , Dyon Halman, Jarno Pomstra en de Luxemburg Alex Laurent terug. Tjoe de Paula beëindigde zijn carrière na het seizoen 2017-18 en maakte dus in het seizoen 2018-19 geen deel meer uit van de selectie. Lavonte Dorithy, Shem de Boer en Quinterian Mcconico en Dennis Cup vertrokken bij Den Helder Suns. Voor deze spelers werd vervanging gevonden in Thibault Vanderhaegen, Yarick Brussen, Steve Harris en Boy van Vliet.

### Diepte van de Bank
| Pos. | Startende 5                  | Bank 1           | Bank 2                |  |  |
| ---- | ---------------------------- | ---------------- | --------------------- |  |  |
| C    | Dyon Halman                  | Jarno Pomstra    |                       |  |  |
| PF   | Alex Laurant                 | Yarick Brussen   | Thibault Vanderhaegen |  |  |
| SF   | Tom Koopman                  | Steve Harris     | Ole Hoogsteden        |  |  |
| SG   | Boyd van der Vuurst de Vries | Niels van Veen   | Boy van Vliet         |  |  |
| PG   | Nick Thran                   | Neill Lugtenburg |                       |  |  |

### Transfers
| Speler                | Komt van                   |
| --------------------- | -------------------------- |
| Boy van Vliet         | Dallas Baptist             |
| Thibault Vanderhaegen | DUVA Gistel                |
| Yarick Brussen        | Basketbal Academie Limburg |
| Steve Harris          | East Stroudsburg           |
| Lavone Holland II     | Northern Kentucky          |

| Speler              | Vertrokken naar |
| ------------------- | --------------- |
| Lavonte Dorithy     | n.n.b.          |
| Shem de Boer        | n.n.b.          |
| Quinterian Mcconico | n.n.b.          |
| Tjoe de Paula       | Gestopt         |
| Dennis Cup          | n.n.b.          |

## Voorbereiding
| 1 September 2018 19:30 | Gembo BBC    | 89–81 | Den Helder Suns | Deinze |  |
| 1 September 2018 19:30 |              |       |                 |        |  |
| 1 September 2018 19:30 | {{{series}}} |       |                 |        |  |
|                        |              |       |                 |        |  |

| 2 September 2018 17:00 | Oxaco BBC Antwerpen | 79–75 | Den Helder Suns | België |  |
| 2 September 2018 17:00 |                     |       |                 |        |  |
| 2 September 2018 17:00 | {{{series}}}        |       |                 |        |  |
|                        |                     |       |                 |        |  |

| 8 September 2018 20:00 | Leuven Bears | 104–66 | Den Helder Suns | Leuven |  |
| 8 September 2018 20:00 |              |        |                 |        |  |
| 8 September 2018 20:00 | {{{series}}} |        |                 |        |  |
|                        |              |        |                 |        |  |

| 22 September 2018 19:30 | Den Helder Suns |  | Basketball Academie Limburg | Sporthal de Els, Haaksbergen |  |
| 22 September 2018 19:30 |                 |  |                             |                              |  |
| 22 September 2018 19:30 | {{{series}}}    |  |                             |                              |  |
|                         |                 |  |                             |                              |  |

## Gebeurtenissen
- 24 juli 2018 - Talenten versterken Den Helder Suns.[1]
- 20 juli 2018 - Koopman en Halman tekenen ook bij.[2]
- 18 juli 2018 - Atletische Steve Harris sluit aan bij Den Helder Suns.[3]
- 17 juli 2018 - Alex Laurent keert terug bij Den Helder Suns.[4]
- 13 juli 2018 - Den Helder Suns contracteert Boy van Vliet.[5]
- 10 juli 2018 - Boyd en Nick blijven Den Helder Suns trouw.[6]
- 6 juli 2018 - Coaching staff Den Helder Suns rond voor komend seizoen.[7]

Apollo Amsterdam · New Heroes Den Bosch  · Donar · Aris Leeuwarden · ZZ Leiden · Feyenoord Basketbal · BAL · Landstede Basketbal · Den Helder Suns · Dutch Windmills